# Prosopocoilus simianshanus
Prosopocoilus simianshanus là một loài bọ cánh cứng trong họ Lucanidae. Loài này được Hao & Chen mô tả khoa học năm 2011.